# Хлорпирифос
Хлорпирифос —  C9H11Cl3NO3PS, O-(3,5,6-трихлорпиридил-2)-O,O-диэтилтиофосфат, O,O-Диэтил-O-(3,5,6-трихлор-2-пиридил)фосфотиоат. Контактный инсектицид широкого спектра действия. Относится к классу фосфорорганических соединений (ФОС).

## Применение
Хлорпирифос применяется в качестве контактного инсектицида широкого спектра действия.
Существует множество, выпускаемых как в России, так и в мире, препаратов-инсектицидов, действующим веществом которых является хлорпирифос.

## Механизм действия
Попадая в организм насекомого через дыхательные пути, парализует его нервную систему. Имеет продолжительное действие.

## Химические свойства
При нормальных условиях белое кристаллическое вещество, температура плавления 41,5 — 43,5°С. Хорошо растворяется в некоторых органических растворителях: в ацетоне (6500 г/кг), бензоле (7900 г/кг), хлороформе (6300 г/кг), ксилоле (4000 г/кг), этаноле (630 г/кг); в воде при 25°С практически нерастворим — 2 мг/л. Устойчив в нейтральной и кислой средах, относительно быстро гидролизуется в щелочной среде. Давление пара (25°С) 2,5 мПа (1,87·10-5 мм рт.ст.).

## Влияние на человека
Хлорпирифос в чистом виде имеет 2-й класс опасности для человека. Препараты, использующие хлорпирифос, относятся ко 2-му и 3-му уровням опасности. 
Симптомы отравления - боль в животе, потеря остроты зрения. При кишечном отравлении необходимо выпить несколько стаканов 2%-процентного раствора соды и вызвать рвоту, либо выпить 5-10 таблеток активированного угля. Обратиться к врачу. Антидот - атропина сульфат.
При попадании на кожу снять средство ватным тампоном, смоченном в спиртовом растворе.
При попадании в глаза немедленно промыть.
При раздражении слизистых или отравлении парами выйти на свежий воздух на 2 часа, сняв одежду, в которой производили обработку.